# Heinrich Zugmayer
Heinrich Zugmayer (* 10. Mai 1841 in Waldegg; † 25. Juli 1917 in Marienbad) war ein österreichischer Geologe, Paläontologe und Unternehmer.

## Leben
Hauptberuflich war er Inhaber der Metallwarenfabrik G. Zugmayer und Söhne, deren Gründer sein Großvater war, und Kommerzialrat. Er wurde 1872 mit seinem Bruder Karl Gesellschafter der Familienfirma.
Daneben erforschte er das heimatliche Piestingtal in Niederösterreich, wo er Beiträge zur Stratigraphie und Paläontologie (Brachiopoden) des Rhaetium leistete. Diese trat nahe seinem Heimatort beim Dorf Peisching als fossilreiche (Bonebed) rötliche Brekzie auf, mit der die Einwohner ihre Weinberge ummauerten. Zusätzlich konnte er aber auch einen Aufschluss finden und beschreiben (an einem Wehr am Kaisersteffel).
Ab 1874 war er Korrespondent der k.k. Geologischen Reichsanstalt in Wien. Er ist Erstbeschreiber der Brachiopodengattung Thecospira ZUGMAYER 1882.
Er war der Vater des Zoologen und Forschungsreisenden Erich Zugmayer.

## Ehrungen
Nach Heinrich Zugmayer wurden die triassischen Brachiopodengattungen Zugmayeria WAAGEN 1882 und Zugmayerella DAGYS 1963 benannt.

## Schriften
- Ueber bonebedartige Vorkommnisse im Dachsteinkalke des Piestingthales, Jahrbuch der Kaiserlich-Königlichen Geologischen Reichsanstalt, Band 25, 1875, 79–88 BHL
- Ueber Petrefaktenfunde aus dem Wiener Sandstein des Leopoldsberges, Verh. k.k. Geol. Reichsanstalt 1875, 292 BHL
- Untersuchungen über rhätische Brachiopoden, Beiträge zur Paläontologie und Geologie Österreich-Ungarns und des Orients 1, 1880, S. 1–42 Archive
- Die Verbindung der Spiralkegel von Spirigera oxycolpos Emmr. sp., Beiträge zur Paläontologie von Österreich-Ungarns und des Orients 1 (4), 1882, S. 333–334 Archive